# Missio Dei
Missio Dei is een Latijnse theologische term die vertaald kan worden als de zending van God. 
Binnen de context van de Bijbel wordt de term Missio Dei door theologen met name gebruikt om God aan te duiden als de aanstichter van de zending die door de kerk heen de wereld wil bereiken om voor zichzelf een volk te bereiden. 
Het reddende handelen van God in Christus is gericht op de (gevallen) wereld. In dat handelen van God heeft de kerk zeker een plaats. Dat (reddende) handelen begint in de Drie-eenheid zelf. De kerk doet daarom niet aan zending, maar participeert in het reddende handelen van God. Zending is dus niet in de eerste plaats een activiteit van de gemeente, maar van God. De kerk doet daarom niet aan zending, zij maakt daar onderdeel van uit. De kerk is onderdeel van de Missio Dei.
In 1934 gebruikte Karl Hartenstein, een Duitse missioloog, de term als reactie op Karl Barth en zijn nadruk op de actio Dei (de handeling van God). Missio Dei als term is vooral populair geworden binnen het christendom vanaf het tweede deel van de 20e eeuw en is een sleutelwoord binnen de missiologie.